# Seznam vrcholů v Hostýnsko-vsetínské hornatině

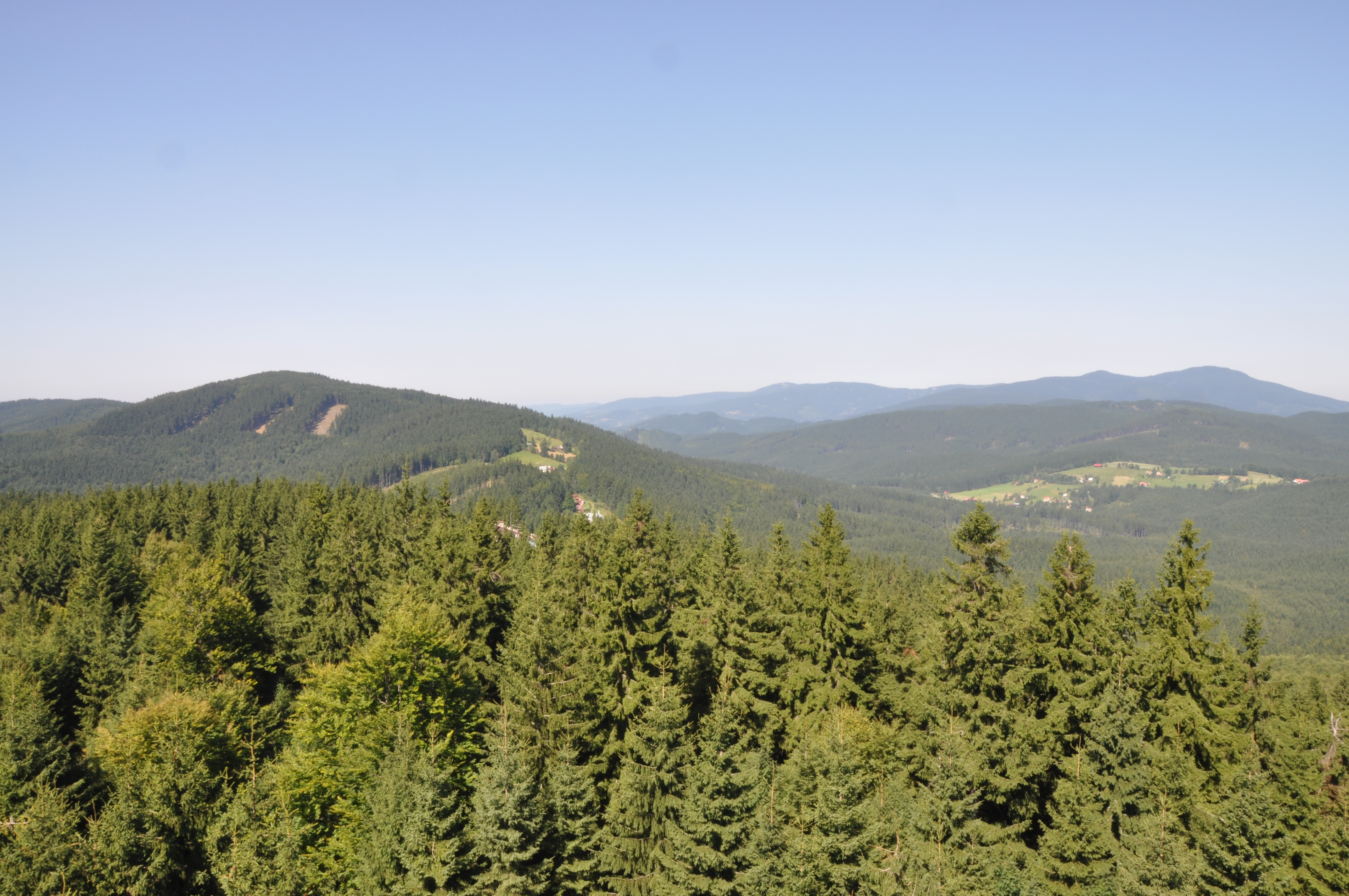
Vysoká (1024 m)

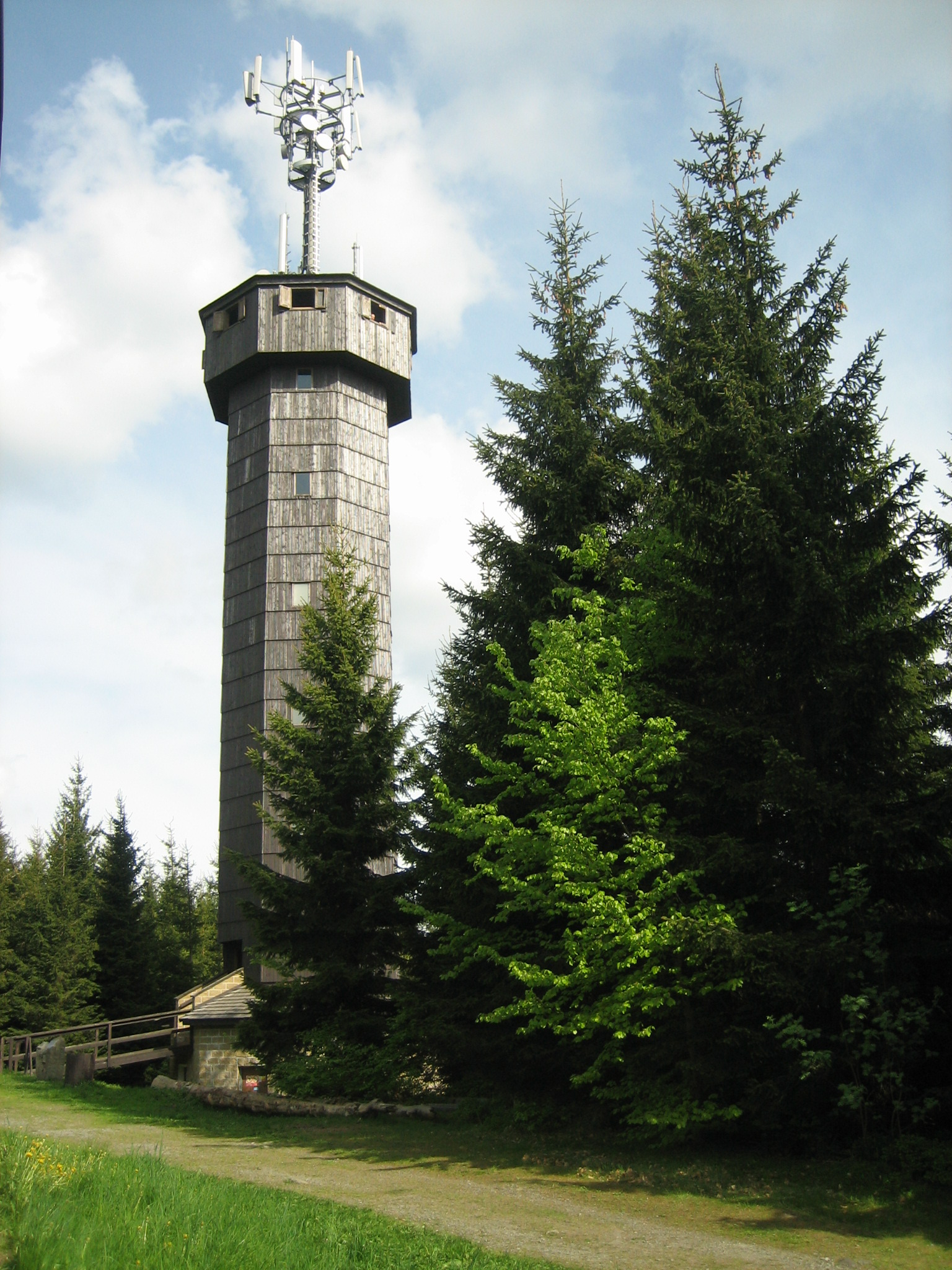
Čarták (953 m)

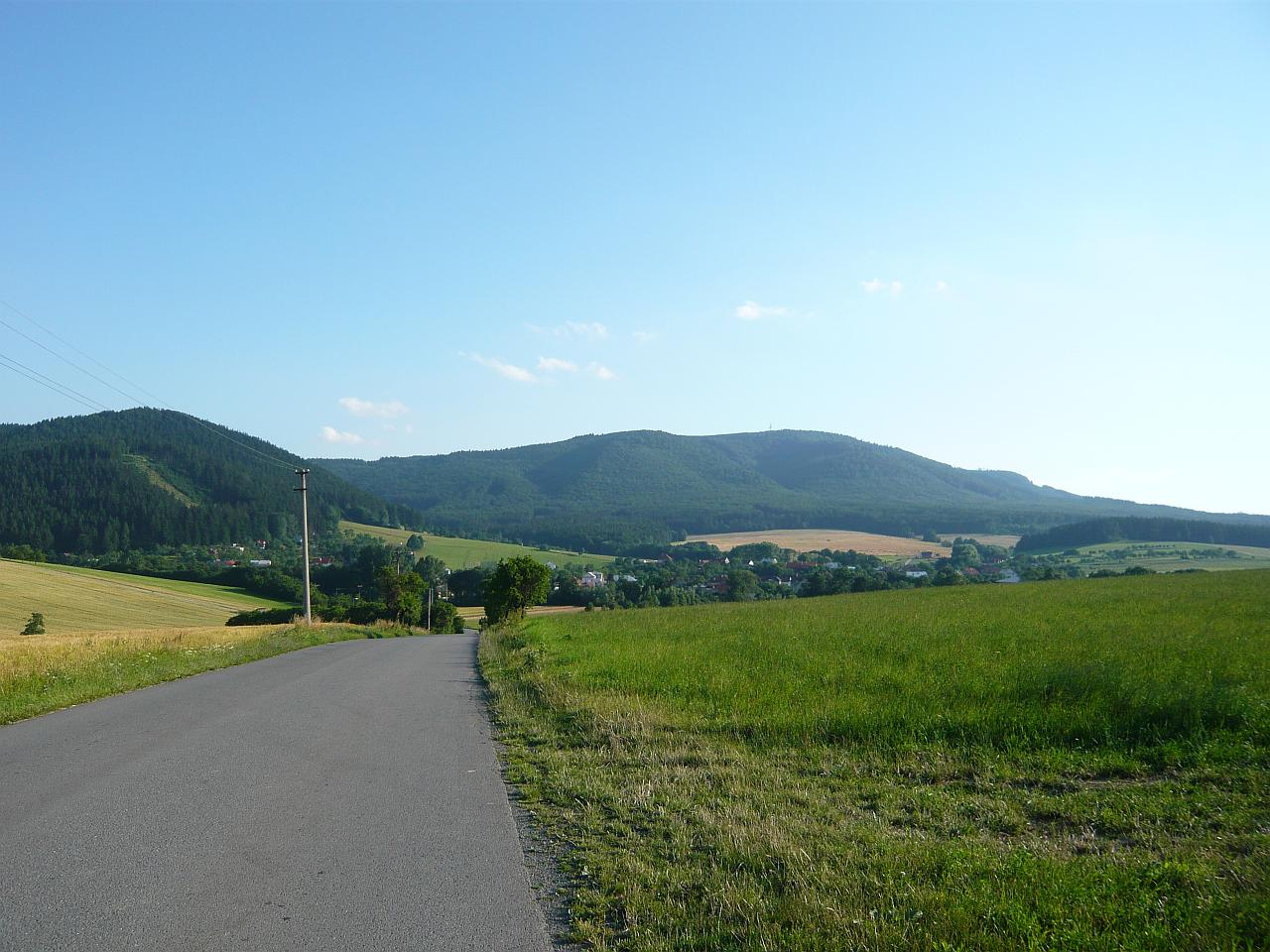
Kelčský Javorník (864 m)

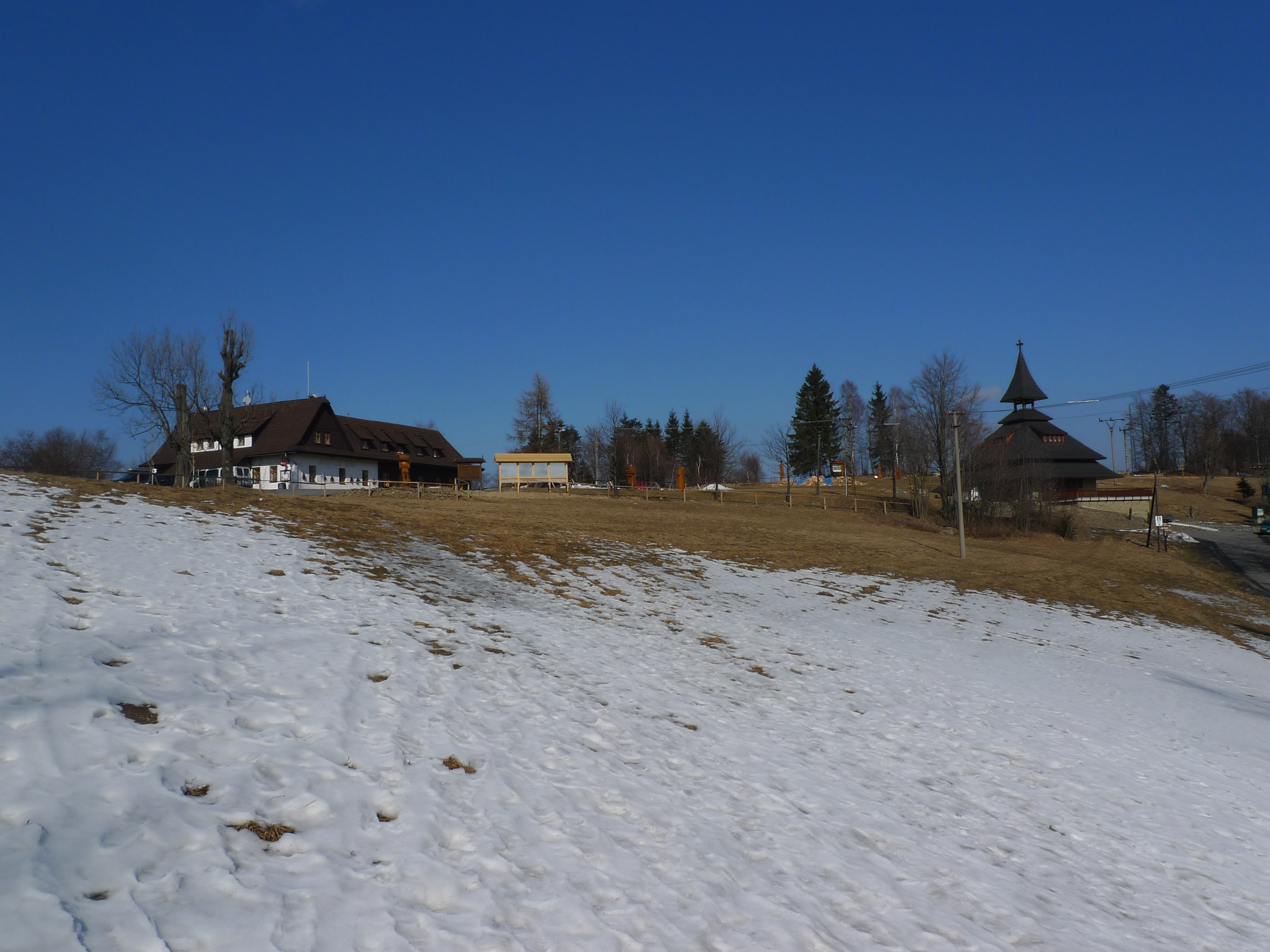
Soláň (861 m)

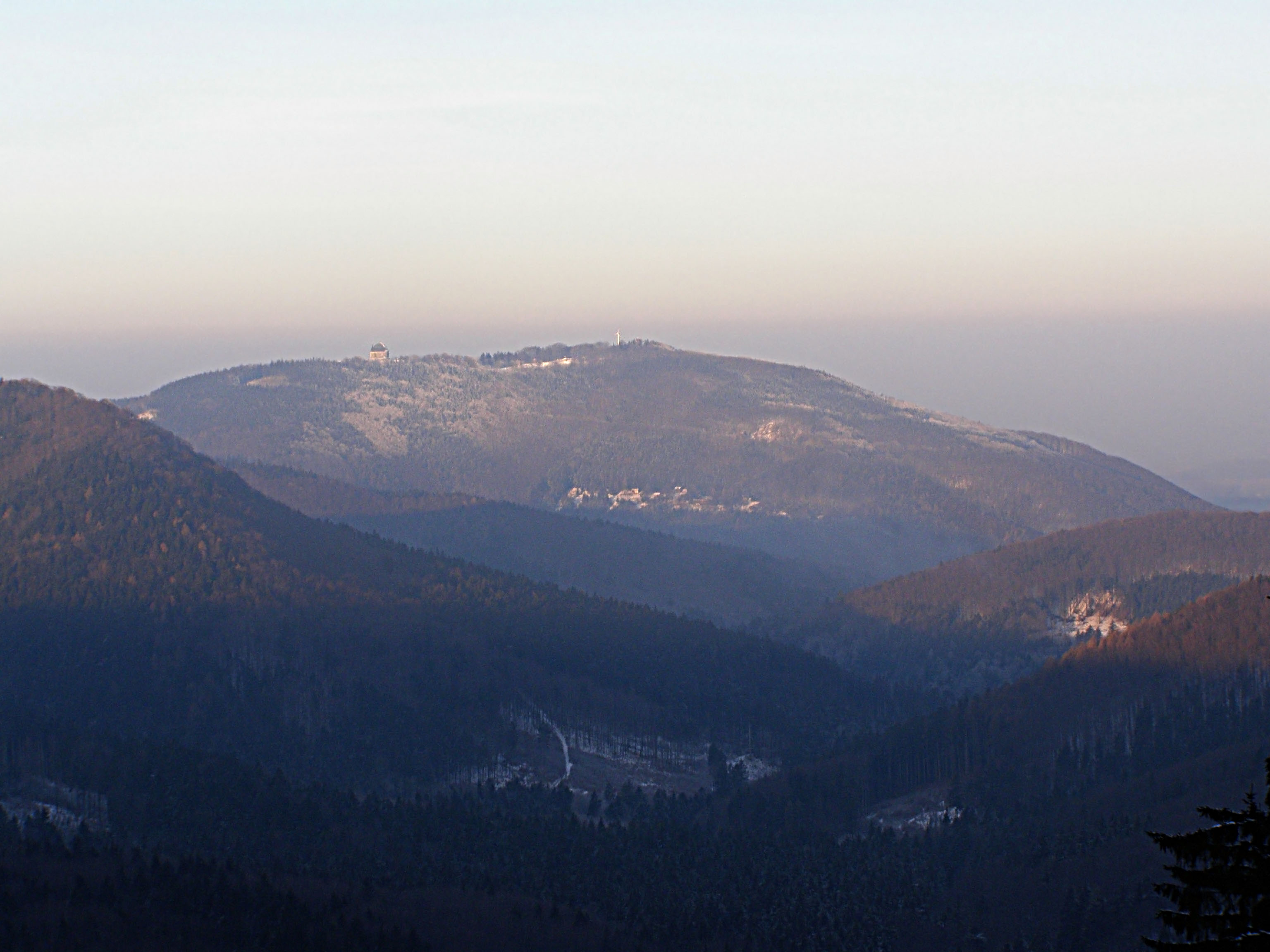
Hostýn (736 m)

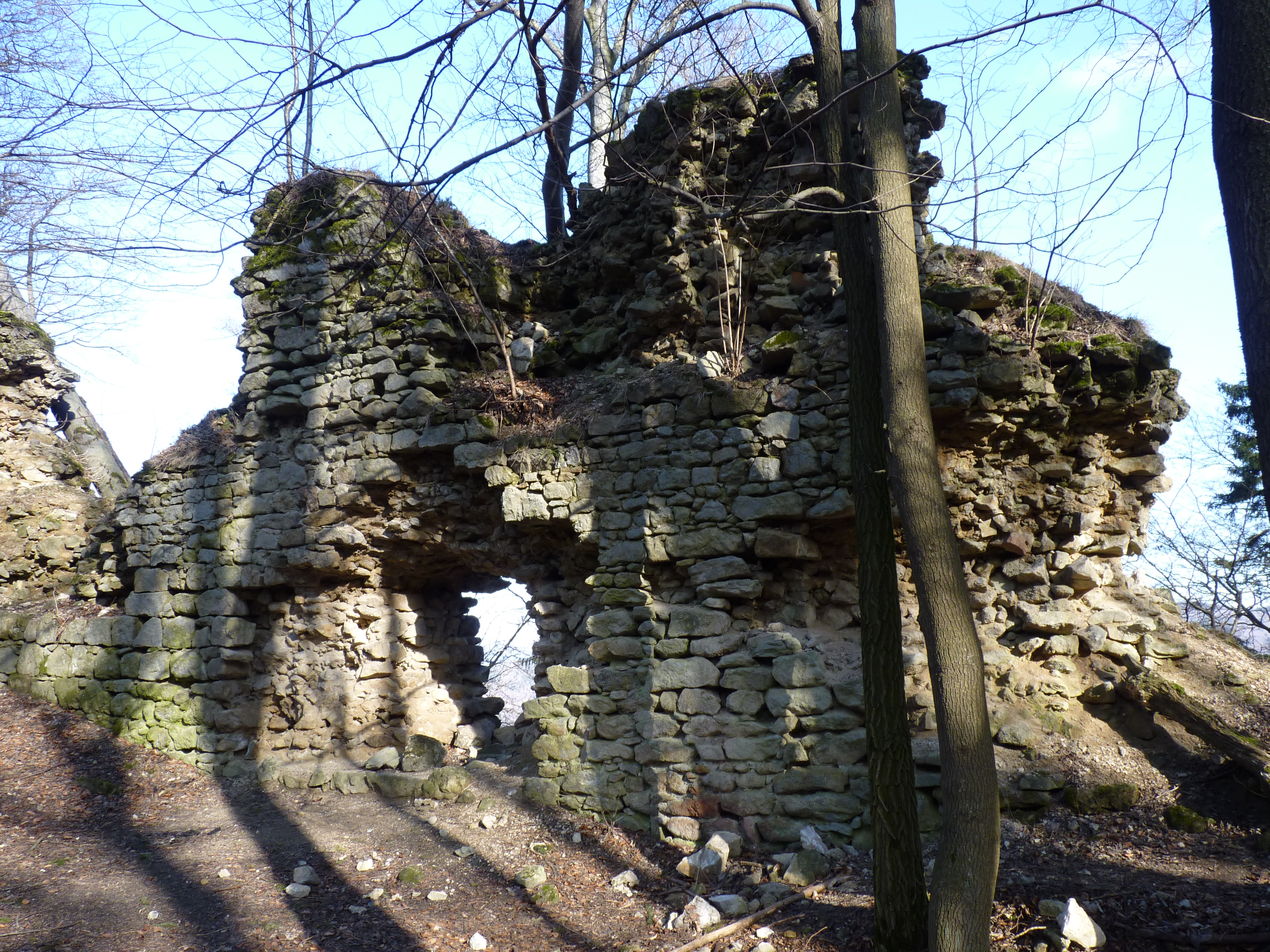
Obřany (705 m)

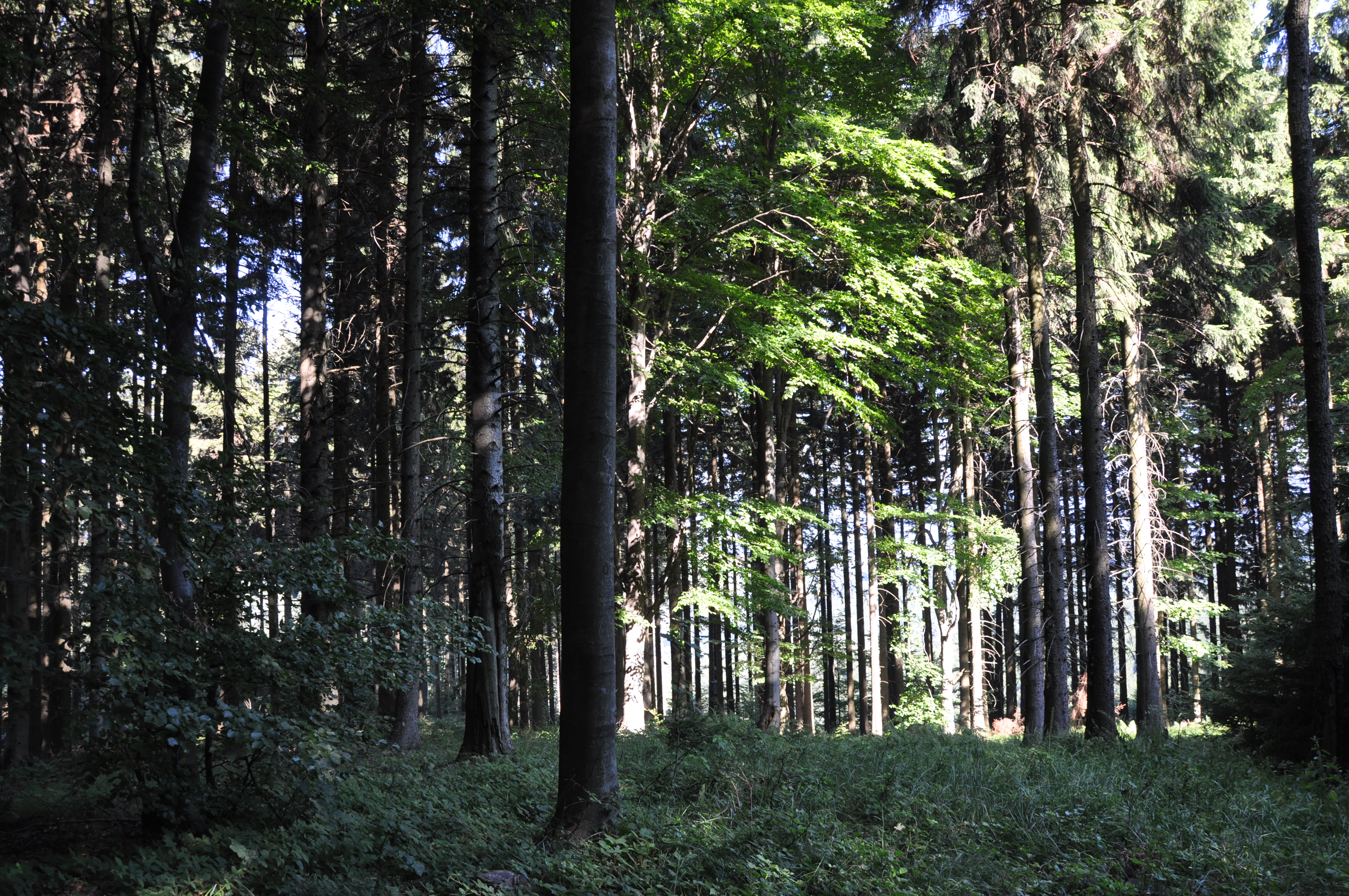
Čečetkov (687 m)

Seznam vrcholů v Hostýnsko-vsetínské hornatině obsahuje pojmenované hostýnsko-vsetínské vrcholy s nadmořskou výškou nad 800 m a také všechny hory s prominencí (relativní výškou) nad 100 metrů. Seznam je založen na údajích dostupných na Základních topografických mapách ČR a na stránkách Mapy.cz. Jako hranice pohoří byla uvažována hranice stejnojmenného geomorfologického celku.

## Seznam vrcholů podle výšky
Seznam vrcholů podle výšky obsahuje všechny pojmenované vrcholy s nadmořskou výškou nad 800 m. Celkem jich je 26, nejvyšší je  Vysoká (1024 m n. m.), jediná tisícovka Hostýnsko-vsetínské hornatiny.

| #   | Vrchol                  | Výška m n. m. | Souřadnice                       | Okrsek                      | Přístup                                                          |
| --- | ----------------------- | ------------- | -------------------------------- | --------------------------- | ---------------------------------------------------------------- |
| 1.  | Vysoká                  | 1024          | 49°24′14″ s. š., 18°21′39″ v. d. | Soláňský hřbet              | červená turistická značka                                        |
| 2.  | Beskydek                | 953           | 49°23′35″ s. š., 18°24′19″ v. d. | Soláňský hřbet              | červená turistická značka · naučná turistická značka             |
| 3.  | Čarták                  | 953           | 49°23′56″ s. š., 18°23′45″ v. d. | Soláňský hřbet              | žlutá turistická značka                                          |
| 4.  | Trojačka                | 939           | 49°23′48″ s. š., 18°24′13″ v. d. | Soláňský hřbet              | červená turistická značka · žlutá turistická značka              |
| 5.  | Tanečnice               | 911           | 49°23′13″ s. š., 18°11′26″ v. d. | Soláňský hřbet              | neznačeno                                                        |
| 6.  | Leští                   | 900           | 49°23′30″ s. š., 18°12′38″ v. d. | Soláňský hřbet              | neznačeno                                                        |
| 7.  | Beskyd                  | 892           | 49°22′43″ s. š., 18°09′44″ v. d. | Soláňský hřbet              | červená turistická značka                                        |
| 8.  | Herálky                 | 891           | 49°24′13″ s. š., 18°10′51″ v. d. | Soláňský hřbet              | neznačeno                                                        |
| 9.  | Polana                  | 882           | 49°23′45″ s. š., 18°20′19″ v. d. | Soláňský hřbet              | neznačeno                                                        |
| 10. | Lušovka                 | 875           | 49°22′10″ s. š., 18°07′31″ v. d. | Soláňský hřbet              | neznačeno                                                        |
| 11. | Kotlová                 | 870           | 49°24′06″ s. š., 18°17′10″ v. d. | Soláňský hřbet              | červená turistická značka · modrá turistická značka              |
| 12. | Kelčský Javorník        | 864           | 49°24′01″ s. š., 17°45′57″ v. d. | Rusavská hornatina          | zelená turistická značka                                         |
| 13. | Soláň                   | 861           | 49°23′36″ s. š., 18°15′01″ v. d. | Soláňský hřbet              | červená turistická značka                                        |
| 14. | Raťkov                  | 852           | 49°23′01″ s. š., 18°13′26″ v. d. | Soláňský hřbet              | neznačeno                                                        |
| 15. | Skálí                   | 852           | 49°22′36″ s. š., 18°09′15″ v. d. | Soláňský hřbet              | červená turistická značka                                        |
| 16. | Kyvňačky (býv. Hluboký) | 849           | 49°24′41″ s. š., 18°16′09″ v. d. | Soláňský hřbet              | modrá turistická značka · zelená turistická značka               |
| 17. | Miloňová                | 846           | 49°22′50″ s. š., 18°20′14″ v. d. | Hornobečevská vrchovina     | místníčervená turistická značka · místnízelená turistická značka |
| 18. | Čerňava                 | 844           | 49°22′36″ s. š., 17°46′07″ v. d. | Rusavská hornatina          | zelená turistická značka · žlutá turistická značka               |
| 19. | Cáb                     | 841           | 49°22′20″ s. š., 18°05′26″ v. d. | Valašskobystřická vrchovina | neznačeno                                                        |
| 20. | Hluboká                 | 836           | 49°22′54″ s. š., 18°14′48″ v. d. | Soláňský hřbet              | neznačeno                                                        |
| 21. | Solisko                 | 834           | 49°24′25″ s. š., 18°18′39″ v. d. | Soláňský hřbet              | neznačeno                                                        |
| 22. | Ptáčnice                | 830           | 49°22′56″ s. š., 18°06′05″ v. d. | Valašskobystřická vrchovina | červená turistická značka · žlutá turistická značka              |
| 23. | Žebračka                | 818           | 49°24′23″ s. š., 18°12′57″ v. d. | Soláňský hřbet              | neznačeno                                                        |
| 24. | Kyvňačky                | 816           | 49°24′47″ s. š., 18°15′01″ v. d. | Soláňský hřbet              | modrá turistická značka                                          |
| 25. | Zadní Kyčera            | 811           | 49°22′41″ s. š., 18°12′20″ v. d. | Soláňský hřbet              | neznačeno                                                        |
| 26. | Javorník                | 802           | 49°23′37″ s. š., 17°44′56″ v. d. | Rusavská hornatina          | žlutá turistická značka                                          |

## Seznam vrcholů podle prominence
Seznam vrcholů podle prominence obsahuje všechny hory a kopce Hostýnsko-vsetínské hornatiny s prominencí (relativní výškou) nad 100 metrů, bez ohledu na nadmořskou výšku. Celkem jich je 18. Nejprominentnější horou je Kelčský Javorník (prominence 386 metrů), druhá je Vysoká (prominence 224 metrů), jediná ultratisícovka pohoří.
| #   | Vrchol           | Výška m n. m. | Promi- nence | Izolace (km)            | Souřadnice                       | Přístup                                              |
| --- | ---------------- | ------------- | ------------ | ----------------------- | -------------------------------- | ---------------------------------------------------- |
| 01. | Kelčský Javorník | 0864          | 386          | 26,2 → Lušovka          | 49°24′01″ s. š., 17°45′57″ v. d. | zelená turistická značka                             |
| 02. | Vysoká           | 1024          | 224          | 08,5 → Čertův mlýn      | 49°24′14″ s. š., 18°21′39″ v. d. | červená turistická značka                            |
| 03. | Humenec          | 0707          | 195          | 06,2 → U Tří kamenů     | 49°19′25″ s. š., 17°49′59″ v. d. | modrá turistická značka                              |
| 04. | Drastihlava      | 0695          | 164          | 04,6 → Humenec          | 49°20′17″ s. š., 17°54′05″ v. d. | neznačeno                                            |
| 05. | Vrchhůra         | 0692          | 163          | 03,7 → Štípa            | 49°26′23″ s. š., 18°01′28″ v. d. | neznačeno                                            |
| 06. | Čerňava          | 0844          | 146          | 02,1 → Kelčský Javorník | 49°22′36″ s. š., 17°46′07″ v. d. | zelená turistická značka · žlutá turistická značka   |
| 07. | Javorčí          | 0631          | 139          | 02,9 → Ondřejovsko      | 49°20′15″ s. š., 17°40′16″ v. d. | neznačeno                                            |
| 08. | Ochmelov         | 0734          | 131          | 02,6 → Kladnatá         | 49°20′00″ s. š., 18°05′46″ v. d. | zelená turistická značka                             |
| 09. | Hostýn           | 0736          | 125          | 02,6 → Kelčský Javorník | 49°22′47″ s. š., 17°42′05″ v. d. | červená turistická značka                            |
| 10. | Kladnatá         | 0769          | 121          | 02,0 → Lušovka          | 49°20′55″ s. š., 18°07′53″ v. d. | neznačeno                                            |
| 11. | Beskydek         | 0953          | 115          | 03,1 → Vysoká           | 49°23′35″ s. š., 18°24′19″ v. d. | červená turistická značka · naučná turistická značka |
| 12. | Kuželek          | 0639          | 111          | 02,2 → Na Šarmance      | 49°19′36″ s. š., 17°45′05″ v. d. | neznačeno                                            |
| 13. | Ostrý vrch       | 0672          | 110          | 02,0 → Vrchhůra         | 49°25′41″ s. š., 18°02′51″ v. d. | neznačeno                                            |
| 14. | Tanečnice        | 0911          | 108          | 10,1 → Vysoká           | 49°23′13″ s. š., 18°11′26″ v. d. | neznačeno                                            |
| 15. | Sochová          | 0741          | 108          | 01,6 → Čerňava          | 49°23′06″ s. š., 17°47′43″ v. d. | neznačeno                                            |
| 16. | Obřany           | 0705          | 107          | 01,1 → U Tří kamenů     | 49°22′00″ s. š., 17°44′00″ v. d. | červená turistická značka                            |
| 17. | Páleniska        | 0571          | 105          | 02,0 → Pastýřův vrch    | 49°24′09″ s. š., 17°58′29″ v. d. | neznačeno                                            |
| 18. | Čečetkov         | 0687          | 103          | 03,7 → Sochová          | 49°23′39″ s. š., 17°50′56″ v. d. | zelená turistická značka                             |